# 福建省水库列表
至2011年，福建省共有大型水库18座， 按库容量依次为水口水库、棉花滩水库、街面水库、池潭水库、古田水库、安砂水库、洪口水库、东圳水库、芹山水库、万安水库、东张水库、白沙水库、峰头水库、山仔水库、南一水库、沙溪口水库、惠女水库、东溪水库、水东水库。

## 大型水库
| 名称       | 水系           | 总库容 （亿立方米） | 裝機量               | 位置                 | 备注                 |
| ---------- | -------------- | ------------------- | -------------------- | -------------------- | -------------------- |
| 水口水库   | 闽江           | 26.00               |                      | 闽清县、古田县       |                      |
| 棉花滩水库 | 汀江           | 20.35               | 600MW                | 龙岩市永定县         | 華電福新持有60%權益  |
| 街面水库   | 均溪           | 18.24               |                      | 三明市尤溪县         |                      |
| 池潭水库   | 金溪           | 8.70                | 100MW+100MW          | 三明市泰宁县         | 華電福新持有100%權益 |
| 山美水库   | 晋江支流东溪   | 6.55                |                      | 南安市               |                      |
| 古田水库   | 闽江           | 6.42                | 136MW+66MW+42MW+38MW | 宁德市古田县         | 華電福新持有100%權益 |
| 安砂水库   | 九龙溪         | 6.40                | 115MW                | 三明市永安市、清流县 | 華電福新持有100%權益 |
| 洪口水库   | 霍童溪         | 4.50                |                      | 宁德市蕉城区         |                      |
| 东圳水库   | 九龙溪         | 4.35                |                      | 莆田市城厢区         |                      |
| 周宁水库   | 穆阳溪         | 4.07                | 250MW                | 宁德市周宁县         | 華電福新持有51%權益  |
| 芹山水库   | 穆阳溪         | 2.65                | 70MW                 | 宁德市周宁县         | 華電福新持有51%權益  |
| 万安水库   | 九龙江         | 2.29                | 45MW                 | 龙岩市新罗区         | 華電福新持有41%權益  |
| 东张水库   | 龙江           | 2.06                |                      | 福清市               |                      |
| 白沙水库   | 九龙江         | 2.02                | 70MW                 | 龙岩市新罗区         | 華電福新持有60%權益  |
| 峰头水库   | 漳江           | 1.77                |                      | 漳州市云霄县         |                      |
| 山仔水库   | 敖江支流潘渡溪 | 1.76                |                      | 福州市连江县         |                      |
| 南一水库   | 九龙江         | 1.58                |                      | 漳州市南靖县         |                      |
| 惠女水库   | 大罗溪         | 1.23                |                      | 泉州市洛江区         |                      |
| 东溪水库   | 闽江支流       | 1.13                |                      | 武夷山市             |                      |
| 水东水库   | 尤溪           | 1.08                |                      | 三明市尤溪县         |                      |

## 闽江水系
- 沙溪口水库 南平市
- 峡阳水库  南平市
- 东牙溪水库  南平市
- 斑竹水库  南平市
- 宸前水库 建阳市
- 雷公口水库  建阳市
- 洋后水库 建瓯市玉山镇
- 小赤院水库  建瓯市东风镇
- 界溪水库 政和县东平镇
- 下温洋水库  政和县
- 洞宫水库  政和县
- 茶州水库 松溪县花桥乡
- 前进水库  松溪县
- 高坊水库 浦城县富岭镇
- 龙岭下水库  浦城县永兴镇
- 东坑水库  浦城县管厝乡
- 东风水库  浦城县连塘乡
- 磨坊水库  浦城县
- 东溪水库 武夷山市吴屯乡
- 高家水库 光泽县赛里乡
- 西口水库  光泽县
- 霞洋水库  光泽县
- 千岭水库 邵武市
- 谟武水库 顺昌县
- 池潭水库 泰宁县
- 水埠水库  泰宁县新桥乡
- 良浅水库  泰宁县
- 范厝水库 将乐县
- 小王水库  将乐县白莲镇
- 泉上水库 宁化县泉上镇
- 隆陂水库  宁化县禾口乡
- 桥下水库  宁化县
- 沙坪水库  宁化县河龙乡
- 山峰水库 连城县
- 嵩口坪水库 明溪县
- 芦下陂水库  明溪县夏坊乡
- 蒙洲水库  明溪县
- 水口水库  明溪县
- 安砂水库 永安市
- 鸭姆潭水库  永安市
- 上板水库  永安市
- 琴源水库 清流县赖坊乡
- 高沙水库 沙县区
- 沙县水库  沙县区
- 官昌水库  沙县大洛乡
- 水东水库 尤溪县
- 柳塘水库  尤溪县管前镇
- 双里水库  尤溪县新阳镇
- 坑口水库 大田县谢洋乡
- 六角宫水库  大田县
- 古田一级水库 古田县
- 古田二级水库  古田县
- 古田三级水库  古田县
- 水口水库 闽清县
- 安仁溪水库  闽清县
- 岭里水库  闽清县省璜乡
- 三溪口水库 闽候县详谦镇
- 油洋水库 永泰县
- 龙门滩水库 德化县

## 沿海诸河水系
- 南溪水库 福鼎市桐城镇
- 桑园水库  福鼎市
- 溪西水库 霞浦县
- 李园水库 周宁县
- 青岚水库 柘荣县
- 黄兰溪水库 福安市
- 金涵水库 宁德市金涵乡
- 桥头水库  宁德市
- 溪尾水库 屏南县
- 山仔水库 连江县潘渡乡
- 三溪水库 长乐市江田镇
- 东张水库 福清市宏路镇
- 建新水库  福清市渔溪镇
- 东方红水库 莆田市江口镇
- 东圳水库  莆田市常太镇
- 蒋隔水库 仙游县度尾镇
- 古洋水库  仙游县赖店镇
- 东溪水库  仙游县郊尾镇
- 溪尾水库  仙游县
- 惠女水库 泉州市鲤城马甲
- 涌溪水库  泉州市
- 陈田水库 惠安县涂岭镇
- 菱溪水库  惠安县涂岭镇
- 泗洲水库  惠安县
- 后桥水库 南安市溪美镇
- 山美水库  南安市九都镇
- 笋塔水库  南安市罗东镇
- 文溪水库  南安市诗山镇
- 坂头水库  南安市英都镇
- 石壁水库  南安市水头镇
- 新安水库 晋江市磁灶镇
- 红五一水库 永春县五里街镇
- 村内水库 安溪县龙门镇
- 兰田水库  安溪县
- 汀溪水库 厦门市同安区
- 溪东水库  厦门市同安区
- 竹坝水库  厦门市同安区
- 石兜水库  厦门市集美区
- 杏林湾水库  厦门市集美区
- 大坂水库 漳平市拱桥乡
- 上林水库  漳平市永福镇
- 万安水库 龙岩市
- 村美水库  龙岩市新罗区
- 黄岗水库  龙岩市新罗区
- 湖后水库 龙海市
- 赤兰溪水库 漳浦县佛昙镇
- 石过陂水库  漳浦县佛昙镇
- 杨美水库  漳浦县佛昙镇
- 眉力水库  漳浦县赤土乡
- 活盘水库 长泰县陈巷乡
- 南一水库 南靖县
- 上峰水库 平和县文峰乡
- 东川水库  平和县安后乡
- 新荣水库  平和县大溪乡
- 梁山水库 漳浦县盘陀乡
- 祖妈林水库  漳浦县杜浔镇
- 后井水库  漳浦县
- 澎水水库  漳浦县
- 峰头水库 云霄县马铺乡
- 杜塘水库  云霄县莆美乡
- 岭下溪水库 诏安县
- 亚湖水库  诏安县
- 胶湖水库 平潭县
- 溪源水库 长汀县涂坊乡
- 红瑕水库  长汀县
- 陂下水库  长汀县四都乡
- 六甲水库 武平县武东乡
- 下坝水库  武平县
- 石黄蜂水库  武平县
- 金山水库 上杭县
- 矶头水库  上杭县
- 灌洋水库 永定县虎岗乡

## 韩江水系
- 陂下水库  龙岩市长汀县四都乡
- 溪源水库  龙岩市长汀县
- 灌洋水库  龙岩市永定县虎岗乡
- 棉花滩水库 龙岩市永定县
- 六甲水库  龙岩市武平县武车乡